# Burmannia longifolia
Burmannia longifolia är en enhjärtbladig växtart som beskrevs av Odoardo Beccari. Burmannia longifolia ingår i släktet Burmannia och familjen Burmanniaceae. Inga underarter finns listade i Catalogue of Life.

## Bildgalleri

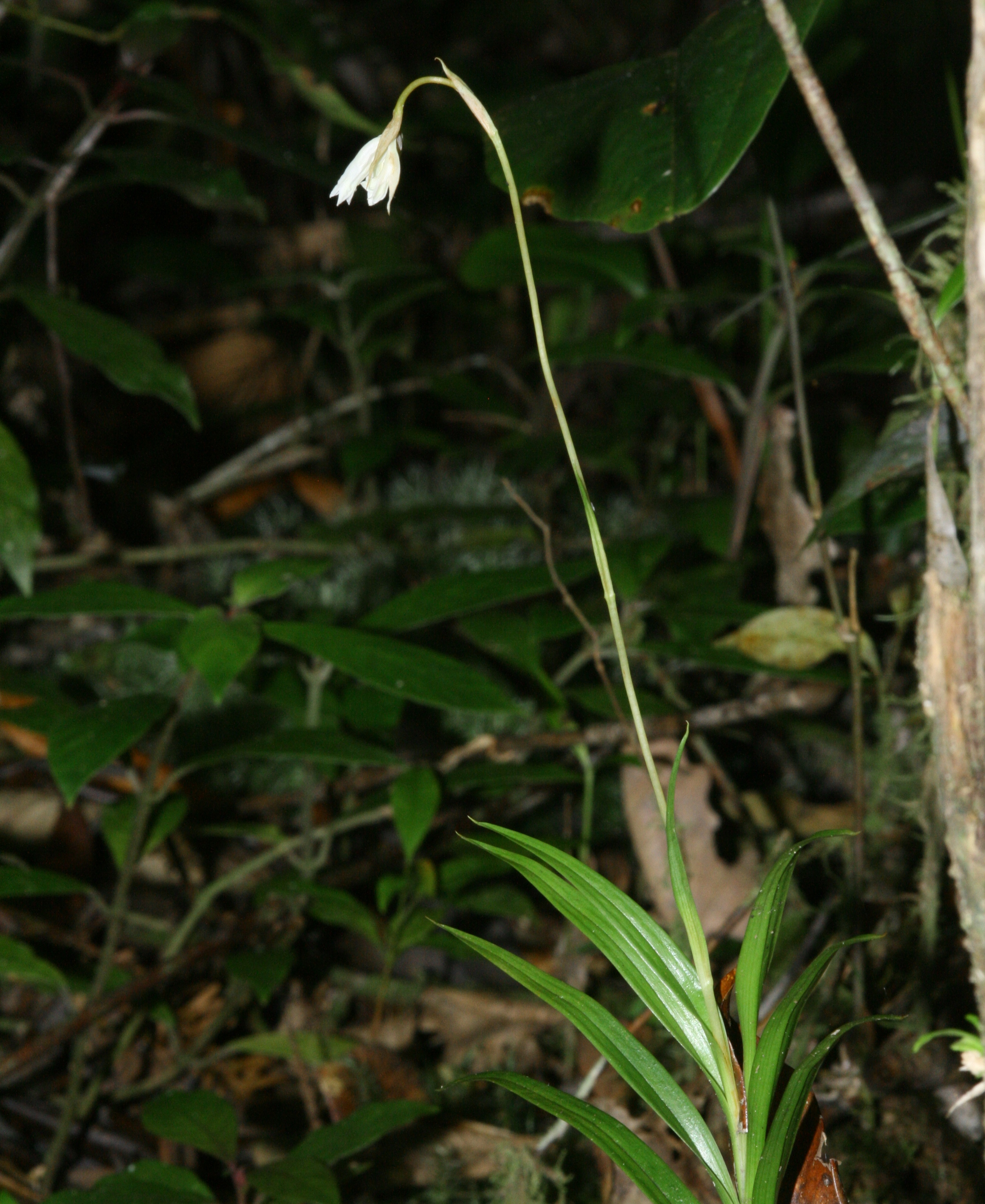